# Antodita

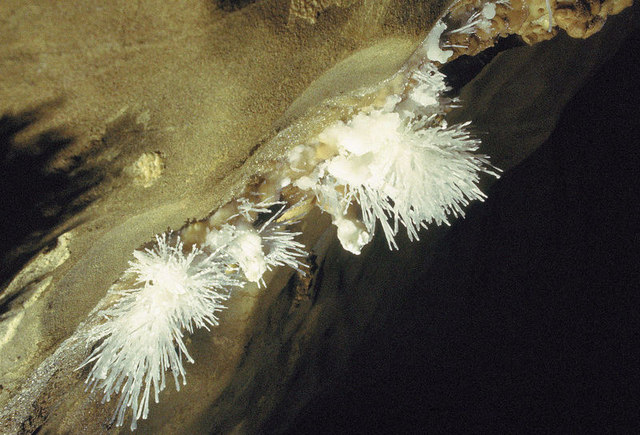
Antodites a la cova Darren Cilau, Llangattock, Gal·les

Una antodita és un tipus d'espeleotema en forma de cactus gràcies a les agulles d'aragonita que semblen espines. No obstant això, també pot estar composta de calcita, òpal, guix, altres minerals, i gel.
En general es troben antodites de color blanc, però també poden trobar-se'n d'altres colors, incloent-hi el blau. Habitualment es formen sobre coral·loides, però també hom pot veure'n sobre estalactites, parets, sostres, cornises, i menys freqüentment en els sòls. Solen brillar de manera enlluernadora, per la qual cosa es troben entre els més exquisits, fràgils i complexos de tots els tipus d'espeleotemes. Tenen un creixement erràtic i, aparentment, a l'atzar. Són el resultat del predomini de les forces de creixement dels cristalls sobre les forces hidràuliques que actuen verticalment a favor de la gravetat. Es formen per flux superficial, en zones amb corrents d'aire que acceleren l'evaporació. Si són d'aragonita són molt fràgils i formen raïms fibrosos, mentre que les de calcita tenen aspecte de branques i són de major consistència. Com altres espeleotemes erràtics, la generació d'excèntriques en requereix que el flux d'aigua sigui prou escàs per impedir la formació de gotes. El mot antodita prové del mot grec ánthos, que significa 'flor', la qual cosa ha donat lloc a confusions amb l'espeleotema anomenat flors de cova.